# Geoff Kellaway
Geoffrey Allan „Geoff“ Kellaway (* 7. April 1986 in Dorchester) ist ein englisch-walisischer Fußballspieler. Der Flügelspieler verbrachte den Großteil seiner Laufbahn als Halbprofi in Wales, 2010 bestritt er neun Partien in Australien für Melbourne Victory.

## Karriere
Kellaway wurde im englischen Dorchester geboren, wuchs allerdings im walisischen Lampeter auf und spielte im Nachwuchsbereich von Aberystwyth Town. Über die Reservemannschaft von Aberystwyth, mit der er 2004 und 2005 die Meisterschaft in der Mid Wales Football League gewann, und einer Saison beim Zweitligisten Penrhyncoch FC gelang Kellaway 2006 der endgültige Sprung in die erste Mannschaft von Aberystwyth Town, in der er bereits in der Saison 2003/04 sein Debüt gegeben hatte. Von 2003 bis 2010 bestritt Kellaway insgesamt 114 Einsätze für Aberystwyth in der Welsh Premier League und schoss dabei 24 Tore. Seine erfolgreichste Saison hatte er 2009/10, als er neun Saisontreffer erzielte und in die „Mannschaft der Saison“ gewählt wurde. Dem Gewinn eines nationalen Titels in dieser Zeit war er 2009 am nächsten, im Finale um den Welsh Cup unterlag er mit seiner Mannschaft allerdings Bangor City mit 0:2. Hauptberuflich verdient Kellaway sein Geld als Installateur.
Mitte 2010 ging er gemeinsam mit seinen beiden Mannschaftskameraden Jamie Reed und Luke Sherbon für ein zweimonatiges Gastspiel nach Australien in die Victorian Premier League zu Dandenong Thunder. Wenige Wochen nach seiner Ankunft fiel er bei einem Testspiel gegen das Profiteam Melbourne Victory mit seiner Leistung dessen Verantwortlichen auf und erhielt nach einem erfolgreichen Probetraining einen Vertrag über drei Monate als Ersatz für den verletzten Matthew Kemp. Er gab sein Debüt in der A-League per Einwechslung gegen North Queensland Fury und wurde damit der 500. Spieler der A-League-Historie. Beim 2:2-Unentschieden erhielt er einen Elfmeter zugesprochen, den Kevin Muscat zur zwischenzeitlichen 2:1-Führung verwandelte. In den folgenden Monaten kam Kellaway zu weiteren acht Ligaeinsätzen, seinen einzigen Auftritt in der Startelf hatte er am 3. Spieltag beim 3:0-Erfolg gegen den späteren Meister Brisbane Roar, wurde dabei allerdings beim Stand von 0:0 zur Halbzeit ausgewechselt. Nachdem er im Oktober 2010 letztmals für das Profiteam zum Einsatz gekommen war, schlossen sich in den folgenden Monaten zudem 14 Einsätze für das Nachwuchsteam in der National Youth League an.
Am Saisonende erhielt Kellaway keinen neuen Vertrag und kehrte nach Wales zurück, wo er sich erneut Aberystwyth Town anschloss. Kurz nach seiner Rückkehr nach Wales musste er sich vor Gericht verantworten, weil er im Juli 2011 einem Nachtklubbesitzer in betrunkenem Zustand ins Gesicht geschlagen hatte. Kellaway wurde zu einer 12-monatigen Bewährungsstrafe und einer niedrigen Geldstrafe verurteilt. Im Juni 2012 wechselte Kellaway zum Ligakonkurrenten AFC Llanelli, sein Pflichtspieldebüt für den Klub gab er in der 1. Qualifikationsrunde zur UEFA Europa League gegen den finnischen Vertreter Kuopion PS, dies war zugleich sein erster Auftritt in einem europäischen Wettbewerb. Im Januar 2013 wechselte er innerhalb der Liga zu Carmarthen Town, bevor er ein halbes Jahr später zu Aberystwyth zurückkehrte. Hier spielte bis zum Ende der Saison 2020/21. Zu Beginn der Saison 2021/22 schloss er sich dem Zweitligisten Penrhyncoch FC an.